# Miroslav Blažević
Miroslav Blažević (10. února 1935 Travnik – 8. únor 2023 Záhřeb) byl jugoslávský fotbalista chorvatské národnosti, záložník. Po skončení aktivní kariéry působil jako trenér. Byl znám pod přezdívkou Ćiro.

## Fotbalová kariéra
Začínal v týmu GNK Dinamo Záhřeb. Dále hrál za FK Sarajevo, HNK Rijeka, FC Sion a HNK Hajduk Split.

## Trenérská kariéra
S trénováním začínal ve Švýcarsku v týmu Vevey Sports. Dále ve Švýcarsku vedl FC Sion, se kterým v roce 1974 vyhrál švýcarský fotbalový pohár, a Lausanne Sports. Vedl i švýcarskou reprezentaci. Dále trénoval v Jugoslávii HNK Rijeka a GNK Dinamo Záhřeb, se kterým v roce 1983 vyhrál jugoslávskou ligu i pohár. Od roku 1984 vedl švýcarský Grasshopper Club Zürich, se kterým vyhrál švýcarskou ligu. V roce 1985 vedl kosovský tým FK Priština a další 3 sezóny vedl GNK Dinamo Záhřeb. V letech 1988-1991 trénoval ve Francii FC Nantes a v další sezóně působil v řeckém týmu PAOK Soluň. V letech 1992-1994 vedl chorvatský tým Croatia Záhřeb, se kterým vyhrál jak ligu, tak i pohár. Dalších 6 let vedl reprezentaci Chorvatska, se kterou skončil na 3. místě na Mistrovství světa ve fotbale 1998. V roce 2001 vedl fotbalovou reprezentaci Íránu. Dále vedl v Chorvatsku NK Osijek a GNK Dinamo Záhřeb, ve Slovinsku tým NK Mura, v Chorvatsku NK Varaždin a HNK Hajduk Split, ve Švýcarsku Neuchâtel Xamax a v Chorvatsku NK Záhřeb. V letech 2008-2009 vedl reprezentaci Bosny a Hercegoviny. Po tomto angažmá vedl čínský tým Šanghaj Šen-chua, íránský Mes Kerman, opět NK Záhřeb a bosenský FK Sloboda Tuzla, se kterým v roce 2014 vyhrál tamní ligu. Poslední jím trénovaný klub byl NK Zadar.
Pochází z fašistické rodiny (jeho dva bratři zahynuli během druhé světové války v řadách chorvatské Ustaši) a jako takový hledal a nalezl v roce 2013 slova omluvy pro fotbalistu Josipa Šimuniče, když slavil po zápase s Islandem vítězství Chorvatska ustašovským pozdravem.